# Puňňa kirija vatthu
Puňňa kirija vatthu (pálí) je buddhistický termín, který doslova znamená „základny záslužného konání“, neboli základní záslužné činy. Zásluhy (puňňa) je lidový název pro karmicky prospěšné činy (kusala).
V suttách jsou zmíněny tři:
1. dána : štědrost, dávání sama sebe
2. síla : mravnost, správné jednání
3. bhávaná : kultivace mysli, meditace

Komentáře Abhidhammy obsahují dalších sedm:
4. apačiti: úcta
5. vejjávačča: služba
6. pattánuppadána: předávání zásluh. Při provádění prospěšného činu si člověk může přát, aby s ním vzniklou pozitivní karmu sdílel někdo jiný, ať už živá osoba nebo zesnulý příbuzný, který se znovuzrodil v nižším světě, kde sám nyní nemůže konat prospěšné skutky a získávat tím novou pozitivní karmu. Tímto sdílením zásluh se zesnulému může pomoci zmírnit jeho utrpení.
7. abbhánumódana: radost ze zásluh druhých
8. désaná: výklad, objasňování Nauky
9. savana: naslouchání Nauce
10. ditthujukamma: opravování svých vlastních chybných názorů
(pozn.: pojmy jsou uváděny v pálí, není-li uvedeno jinak)